# Gaspation !
Gaspation !  est une bande dessinée en noir et blanc réalisée par Charlie Schlingo en 1979 et publiée aux Éditions du Square.Une nouvelle édition augmentée de nouvelles pages parues entre 1978 et 1982 dont certaines inédites est publiée en 2009 chez L'Association.

## Résumé
Gaspation ! est un recueil d'histoires courtes de une à six pages mettant en scène les personnages fétiches de Charlie Schlingo (Désiré Gogueneau, Tamponn Destartinn) dans des situations absurdes. Schlingo se sert abondamment d’onomatopées étranges et d’interjections transfigurées. Il s’agit, par exemple, de  « Gaspation » et de ses dérivés « Gaspe ! », « Gaspature ! », de « Cognelalourde » ou encore de « Chiale comme un veau ».
La préface est de Georges Wolinski.
- Le camembert est-il volatilisable ?
- Les hyppo-potamment
- L'Amour physique
- La Charité, monsieur !
- L'Homme aux pantoufles
- Où l'on voit des souris partout
- Où l'on voit pas des souris partout
- Ésotérisme décadent
- Marxisme et Oreilles d'éléphant
- La Vie du bigornot
- Poupou
- Les Dirigeants syndicaux
- Le Dromadaire
- Schlingdéjnou revient... contre la BD "Punk"
- Demandez France-Soir
- Je me abricote
- Amour bafoué
- Les bandits sont très vilains
- Amour et Liberté
- Potoflo
- Transes
- Tuberculose bafouée
- Cité dortoir
- Soursiarmique
- Masturbation sexuelle
- Ces média pue-des-pieds
- Metropoliture
- Propagande soviétique
- Désiré Gogueneau est un vilain
- Les Extraordinaires Avatars du baron Jean Némar d'Étrain-Nidio
- Où l'on voit la fenêtre
- Saucisse et Cheval
- Kangourou
- La Pomme de terre sexuelle
- Fromage de Hongrie
- Tamponn ne vend pas la peau de l'U.R.S.S
- Ptérodactyles
- Le Bifteck totalitaire
- Renifles!
- Aristide Cheval
- Plasmoderne qui pue
- Mes oreilles
- Poupou

## Personnages
- Désiré Gogueneau
- Tamponn Destartinn
- Kokott Dunouga
- Cornanche Desfumerons
- Omar-ben-tomate
- Inspecteur Beaucheval
- Lili la Coquine
- Avlature Bonpoto
- Jean Némar d'Étrain-Nidio
- Aristide Cheval
- Poupou
- Professeur Diastase de Montderche

## Publication

### Albums
- Gaspation!, Éditions du Square, coll. « Collection BD », 1979, 80 p.
- Gaspation!, L'Association, « Hors collection », 2009, 152 p.  (ISBN 978-2-84414-298-6)[2]

### Documentation
- Henri Filippini, « Gaspation ! », Schtroumpfanzine, no 33,‎ août 1979, p. 26.